# W3C Markup Validation Service
Der Markup Validation Service ist ein Validator des World Wide Web Consortiums (W3C), mit dessen Hilfe Internetnutzer Dokumente in den Beschreibungssprachen HTML und XHTML auf wohlgeformtes Markup überprüfen können. Markup-Validierung ist ein wichtiger Schritt, um die technische Qualität von Internetseiten zu gewährleisten; allerdings ist es keine vollständige Maßnahme zur Konformität mit Webstandards.

## Geschichte
Der Markup Validation Service begann als ein Projekt von Gerald Oskoboiny unter dem Namen The Kinder, Gentler HTML Validator. Es wurde als intuitivere Variante des ersten Online-HTML-Validator entwickelt, welcher von Dan Connolly und Mark Gaither geschrieben und am 13. Juli 1994 angekündigt wurde.
Im September 1997 fing Oskoboiny an, für das W3C zu arbeiten und am 18. Dezember 1997 kündigte das W3C den W3C HTML Validator an, welcher auf seiner Arbeit basierte.
W3C bietet darüber hinaus Validierungswerkzeuge für verschiedene Web-Technologien neben HTML/XHTML an, beispielsweise für CSS, XML-Schema und MathML.

## Versorgung der Browser
Viele große Webbrowser sind oft tolerant in Bezug auf verschiedene Fehlertypen und stellen ein Dokument meistens fehlerfrei dar, selbst wenn es nicht syntaktisch korrekt ist. Verschiedene andere XML-Dokumente können auch mit dem Markup Validation Service validiert werden, sofern sie einen Verweis auf eine interne oder externe DTD besitzen.

## Kritik am Validator
Alle Markup-Validatoren leiden an der Unfähigkeit, das "Gesamtbild" einer Webseite zu sehen. Allerdings tun sich solche oftmals hervor, wenn es darum geht, fehlende schließende Tags und andere Formalitäten zu finden. Das bedeutet nicht, dass die Seite in allen Browsern im Sinne des Erstellers angezeigt wird.
DTD-basierte Validatoren besitzen außerdem nur begrenzte Fähigkeit, Attributwerte im Sinne der Spezifikationsdokumente auszuwerten. So wird beispielsweise unter Verwendung des Dokumententyps HTML 4.01 DOCTYPE bgcolor="fffff" als gültig für das body-Element akzeptiert, obwohl dem Wert fffff ein vorangestelltes '#'-Zeichen fehlt und es nur 5 (anstatt 6) Hexadezimalziffern enthält. Darüber hinaus wird auch für das img-Element width="really wide" als gültig angesehen. DTD-basierte Validatoren sind technisch nicht in der Lage, auf diese Arten von Attributwertproblemen hin zu testen.
Darüber hinaus sollten Webseiten in so vielen Browsern wie möglich getestet werden, um sicherzustellen, dass die Limitierungen des Validators ausgeglichen werden und die Webseite korrekt funktioniert.

## CSS-Validierung
Während der HTML / XHTML-Validator des W3C nur Seiten auswertet, die in solchen Formaten geschrieben sind, wird ein weiterer Validator, wie der W3C CSS-Validator benötigt, um sicherzustellen, dass sich keine Fehler im dazugehörigen Cascading Style Sheet befinden. CSS-Validatoren funktionieren auf eine ähnliche Weise wie HTML und XHTML-Validatoren, sie wenden aktuelle CSS-Standards auf verwiesene CSS-Dokumente an.